# 케냐아프리카두더지쥐
케냐아프리카두더지쥐 또는 케냐두더지쥐(Tachyoryctes ibeanus)는 소경쥐과에 속하는 설치류의 일종이다. 케냐의 토착종이다. 자연 서식지는 건조 사바나와 습윤 사바나 지역, 농지, 목초지, 농장, 농촌 정원, 도시 지역 그리고 크게 악화된 이전의 숲이다. 일부 분류학자들은 동아프리카두더지쥐(T. splendens)와 같은 종으로 간주하기도 한다.